# Список умерших в 884 году

## Апрель
- 20 апреля — Ар-Раби ибн Сулейман аль-Муради, исламский богослов, правовед, хадисовед, ученик основателя шафиитского мазхаба Мухаммада аш-Шафии[1].

## Май
- 10 мая — Ахмад ибн Тулун, эмир Египта (868—884), основатель тюркской династии Тулунидов, правившей в государстве с центром в Египте.
- 15 мая — Марин I, Папа Римский (882—884)[2].

## Декабрь
- 6 декабря — Карломан II, король Западно-Франкского королевства (Франции) (879—884).

## Дата смерти неизвестна или требует уточнения
- Аль-Аббас ибн Ахмад, старший сын Ахмада ибн Тулуна, первого правителя Египта из династии Тулунидов.
- Домналл мак Муйрекайн, король Лейнстера (871—884)[3].
- Хашим II ибн Сурака, первый независимый от арабов эмир Дербента.
- Хуан Чао, китайский повстанец[4]